# Антикризова коаліція
Антикри́зова коалі́ція — була створена у Верховній раді 5-го скликання фракціями Партії регіонів, Соціалістичної партії України та Комуністичної партії України. 23 березня 2007 року була перейменована в Коаліцію національної єдності.

## Створення
Антикризова коаліція була створена 7 липня 2006 року. До складу увійшли 186 депутатів від ПР, 31 депутат від СПУ та 21 депутат від КПУ. Загалом 238 депутатів.
Створенню Антикризової коаліції передували довгі та драматичні переговори по створенню Коаліції демократичних сил у складі БЮТ, Блок «Наша Україна» і СПУ, які тривали близько трьох місяців, завершилися підписанням договору про створення Коаліції, проте розподіл відповідальності політичних сил як і раніше залишався предметом для дискусій. СПУ пропонувала схему: Юлія Тимошенко — Прем'єр-міністр, Олександр Мороз — Голова Верховної Ради України. БЮТ підтримав такий розподіл відповідальності політичних сил, але противником такої схеми був Блок «Наша Україна», який погодився на кандидатуру Юлії Тимошенко на пост Прем'єр-міністра, але пропонував на посаду голови Парламенту Петра Порошенка.
Через неспроможність домовитися щодо спірної фігури — Голови Верховної Ради, та через вагання почесного голови Блоку «Наша Україна» президента Віктора Ющенка СПУ раптово оголосила про вихід з Коаліції демократичних сил, і створення Антикризової коаліції. Для БЮТ і НУ відмова СПУ від переговорів була несподівана, але в той самий час лідер СПУ Олександр Мороз стверджував, що НУ і зокрема представники Секретаріату Президента вели негласні переговори про створення Коаліції з Партією Регіонів, плануючи віддати пост голови Верховної Ради Віктору Януковичу, а посаду Прем'єр-міністра зберегти за діючим тоді Юрієм Єхануровим. Після створення Антикризової коаліції Президент Віктор Ющенко наполягав на створенні так званої «широкої коаліції» за участі Блоку «Наша Україна», Партії регіонів та СПУ, але після чергових тривалих переговорів ця коаліція так і не була сформована.
Майже відразу після створення коаліції 4 депутати від БЮТ та 2 депутати з Блоку «Наша Україна» заявили про вихід зі складу фракцій і перехід в Антикризову коаліцію. У той же час депутат від СПУ Йосип Вінський, незгідний з об'єднанням СПУ, Партії регіонів та КПУ, перейшов в опозицію.

## Персональний склад
| Від фракції Партії регіонів Азаров Микола Янович Андрос Сергій Олександрович Антемюк Анатолій Дмитрович Антипенко Ірина Вікторівна Аркаллаєв Нуруліслам Гаджиєвич Ахметов Рінат Леонідович Бахтеєва Тетяна Дмитрівна Бевзенко Валерій Федорович Берташ Василь Михайлович Біба Василь Тимофійович Білий Олексій Петрович Богатирьова Раїса Василівна Богуслаєв В'ячеслав Олександрович Болдирєв Юрій Олександрович Бондар Володимир Олексійович Бондаренко Віктор Вікторович Бондаренко Олена Анатоліївна Бондик Валерій Анатолійович Борт Віталій Петрович Бронніков Володимир Костянтинович Бурлаков Павло Миколайович Васильєв Олександр Андрійович Вернидубов Іван Васильович Вечерко Володимир Миколайович Вілкул Олександр Юрійович Воропаєв Юрій Миколайович Галуненко Олександр Васильович Герман Ганна Миколаївна Гєллєр Євгеній Борисович Горбаль Василь Михайлович Горбатюк Анатолій Олексійович Грицак Василь Миколайович Гуменюк Ігор Миколайович Гусаров Сергій Миколайович Дарда Олександр Панасович Дейч Борис Давидович Демянко Микола Іванович Джарти Василь Георгійович Джига Микола Васильович Євтухов Василь Іванович Єфремов Олександр Сергійович Журавко Олексій Валерійович Забарський Владислав Валерійович Заблоцький Віталій Петрович Засуха Тетяна Володимирівна Зац Олександр Вікторович Зварич Ігор Теодорович Звягільський Юхим Леонідович Злочевський Микола Владиславович | Зубанов Володимир Олександрович Іванов Володимир Михайлович Ілляшов Григорій Олексійович Ісаєв Леонід Олексійович Калашніков Олег Іванович Калетнік Григорій Миколайович Кальніченко Ігор Вікторович Кальцев Сергій Федорович Калюжний Віталій Анатолійович Каракай Юрій Васильович Карпачова Ніна Іванівна Кий Сергій Вікторович Кириченко Людмила Федорівна Кисельов Василь Олексійович Ківалов Сергій Васильович Климець Павло Анатолійович Клімов Леонід Михайлович Клюєв Сергій Петрович Клюєв Андрій Петрович Ковалевська Юлія Сергіївна Ковальова Юлія Вікторівна Кожара Леонід Олександрович Козак Володимир Васильович Козаков Ігор Володимирович Козуб Олександр Андрійович Колесніков Борис Вікторович Колесніченко Вадим Васильович Колоцей Юрій Олександрович Комар Микола Степанович Кондратьєва Тетяна Василівна Корж Павло Петрович Корж Віктор Петрович Коржев Анатолій Леонідович Корсаков Олексій Якович Костусєв Олексій Олексійович Кравцов Олександр Олегович Круглов Микола Петрович Кукоба Анатолій Тихонович Кушнарьов Євгеній Петрович Ландик Валентин Іванович Ландік Володимир Іванович Лапін Євген Васильович Ларін Сергій Миколайович Ледида Олександр Олександрович Лелюк Олексій Володимирович Лещинський Олександр Михайлович Лєщинський Олександр Олегович Лисов Ігор Володимирович Литвинов Леонід Федорович Личук Володимир Іванович | Лісін Микола Павлович Лукаш Олена Леонідівна Лук'янов Владислав Валентинович Майборода Сергій Федотович Макеєнко Володимир Володимирович Малишев Володимир Степанович Мальцев Володимир Олександрович Маньковський Григорій Володимирович Матвійчук Едуард Леонідович Матюха Валерія Валеріївна Мельник Станіслав Анатолійович Мельник Петро Володимирович Мироненко Михайло Іванович Мірошниченко Юрій Романович Момот Сергій Васильович Муц Орест Павлович Наконечний Володимир Леонтійович Нетецька Олена Анатоліївна Орлов Андрій Вікторович Павленко Едуард Іванович Панасовський Олег Григорович Пачесюк Сергій Никонович Пеклушенко Олександр Миколайович Петров Борис Федорович Петросов Валерій Альбертович Пєхота Володимир Юлійович Писарчук Петро Іванович Пінчук Андрій Павлович Піскун Святослав Михайлович Плотніков Олексій Віталійович Попеску Іван Васильович Потапов Василь Іванович Прасолов Ігор Миколайович Пригодський Антон Вікентійович Присяжнюк Микола Володимирович Притика Дмитро Микитович Прокопенко Віктор Євгенович Прутнік Едуард Анатолійович Пшонка Артем Вікторович Радзієвський Олексій Васильович Рибак Володимир Васильович Рижук Сергій Миколайович Римарук Олександр Іванович Романюк Микола Прокопович Руднік Анатолій Андрійович Савчук Олександр Володимирович Саламатін Дмитро Альбертович Самойленко Юрій Павлович Самофалов Геннадій Григорович Сандлер Дмитро Михайлович | Сафіуллін Равіль Сафович Святаш Дмитро Володимирович Селіваров Андрій Борисович Синиця Артем Миколайович Сівкович Володимир Леонідович Скубашевський Станіслав Валеріанович Скудар Георгій Маркович Слаута Віктор Андрійович Слободянюк Володимир Йосипович Смітюх Григорій Євдокимович Стоян Олександр Миколайович Сулковський Павло Гнатович Сухий Ярослав Михайлович Табачнік Яків Піневич Тедеєв Ельбрус Сосланович Тихонов Віктор Миколайович Тулуб Сергій Борисович Турманов Віктор Іванович Фесенко Леонід Іванович Хара Василь Георгійович Хомутиннік Віталій Юрійович Цапюк Степан Кирилович Царьов Олег Анатолійович Цюрко Петро Іванович Черноморов Олександр Миколайович Чертков Юрій Дмитрович Чечетов Михайло Васильович Чмирь Юрій Павлович Чорновіл Тарас Вячеславович Шенцев Дмитро Олексійович Шкіря Ігор Миколайович Щербань Артем Володимирович Ядуха Василь Степанович Янковський Микола Андрійович Янукович Віктор Вікторович Янукович Віктор Федорович Ярощук Володимир Іванович Від фракції СПУ Баранівський Олександр Петрович Бойко Володимир Семенович Бокий Іван Сидорович Бондарчук Іван Миколайович Бугаєць Анатолій Олександрович Бульба Степан Степанович Волга Василь Олександрович Гончаров Михайло Олександрович Данілін Микола Олексійович Деркач Андрій Леонідович Кузьменко Сергій Леонідович | Кунченко Олексій Петрович Матвієнков Сергій Анатолійович Мендусь Ярослав Петрович Мордовець Леонід Михайлович Ніколаєнко Станіслав Миколайович Поляков Василь Леонідович Рудьковський Микола Миколайович Садовий Микола Ілліч Семенюк Валентина Петрівна Сільченко Василь Андрійович Сподаренко Іван Васильович Тарасов Володимир Володимирович Філіндаш Євген Васильович Цушко Василь Петрович Червонописький Сергій Васильович Чмирь Сергій Михайлович Чукмасов Сергій Олександрович Шибко Віталій Якович Від фракції КПУ Александровська Алла Олександрівна Алексєєв Ігор Вікторович Бабурін Олексій Васильович Борщевський Віктор Валентинович Герасимов Іван Олександрович Голуб Олександр Володимирович Грач Леонід Іванович Заклунна-Мироненко Валерія Гавриїлівна Кілінкаров Спірідон Павлович Кравченко Микола Васильович Мармазов Євген Васильович Мартинюк Адам Іванович Матвєєв Валентин Григорович Наливайко Анатолій Михайлович Оплачко Володимир Миколайович Парубок Омелян Никонович Пономаренко Георгій Григорович Самойлик Катерина Семенівна Симоненко Петро Миколайович Ткаченко Олександр Миколайович Цибенко Петро Степанович Депутати фракції «Наша Україна» Волков Олександр Анатолійович Заплатинський Володимир Михайлович Депутати фракції БЮТ Борзих Олександр Іванович Зубик Володимир Володимирович Зубець Михайло Васильович Толстенко Володимир Леонідович |